# Crematogaster yamanei
Crematogaster yamanei (лат.) — вид муравьёв рода Crematogaster из подсемейства Myrmicinae (Formicidae). Юго-Восточная Азия (Суматра, Индонезия). Мелкие муравьи (рабочие имеют длину около 4 мм, матки крупнее), чёрного цвета. Проподеальные шипики на заднегрудке развиты. Основные промеры рабочих муравьёв: HW 1.15-1.7; HL 1.03-1.45; CI 112—118; SL 0.93-1.1; SI 65-81. Усики 11-члениковые (12 у самцов), булава 4-члениковая. Голова субквадратная, немного шире своей длины. Клипеус в средней части своего переднего края немного вогнутый, а его антеро-латеральные углы выступают вперёд. Стебелёк между грудкой и брюшком состоит из двух члеников: петиолюса и постпетиолюса (последний четко отделен от брюшка), жало развито, куколки голые (без кокона). Характерна возможность откидывать брюшко на спину при распылении отпугивающих веществ. Таксон был впервые описан в 2009 году японскими мирмекологами Синго Хосоиси (Shingo Hosoishi) и Кадзуо Огата (Kazuo Ogata; Institute of Tropical Agriculture, Kyushu University, Фукуока, Япония) и назван в честь японского энтомолога Сэики Яманэ (Seiki Yamane; Department of Earth and Environmental Sciences Faculty of Science, Kagoshima University, Кагосима, Япония). Входит в состав подрода Physocrema.